# Formació de carrer
Una formació de carrer és un grup de música que actua principalment als espais públics. Quan es va recuperar el carrer com a espai lúdic i festiu, després de la dictadura franquista, s'hi concentrà molta activitat festiva que renovellava i donava un nou sentit i una nova ritualitat a les celebracions. Actes com cercaviles, grups d'animació, seguicis, entre d'altres, en què l'element musical és molt important, ocupen ara bona part de les programacions de les festes majors. Agafa volada la gralla, instrument de carrer per excel·lència i que s'havia mantingut viu a les comarques del Camp de Tarragona, Garraf i Penedès, sens dubte per la vinculació al món casteller. Ensems, comencen a néixer formacions de grallers que acompanyen gegants, bèsties, balls populars, etc.
A la Barcelona de final dels setanta i principi dels vuitanta del segle xx, la gralla també fa forat i se'n comencen a crear grups. Alguns, com ara els del barri de Gràcia, s'emmirallen amb el funcionament sitgetà i creen l'Escola de Grallers i Timbals de Gràcia. Amb el temps i la formació de nous músics –cal destacar ací el paper de l'Aula de Música Tradicional i Popular–, les formacions han ampliat repertoris i els instrumentistes han adquirit qualitat i han diversificat instruments. Actualment la gralla, tot i que continua essent l'instrument majoritari, comparteix espai amb sacs de gemecs, flabiols, tarotes, tibles, tenores, fiscorns, etc.